# ترک‌خوردگی ازون

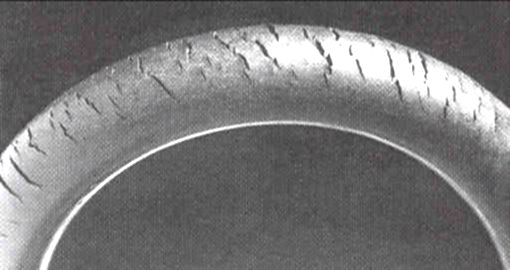
ترک خوردگی ازن در لوله لاستیک طبیعی

ترک‌ها می‌توانند در بسیاری از الاستومرهای مختلف با حمله ازن ایجاد شوند و شکل مشخصه حمله لاستیک‌های آسیب‌پذیر به ترک خوردگی ازن معروف است این مشکل قبلاً بسیار رایج بود، به خصوص در تایرها، اما اکنون به دلیل اقدامات پیشگیرانه به ندرت در آن محصولات دیده می‌شود.
با این حال، در بسیاری از موارد حیاتی دیگر جایی که حمله ازن بعید به نظر می‌رسد. مانند خطوط سوخت و مهر و موم‌های لاستیکی و واشرها و اُ حلقه‌ها این اتفاق رخ می‌دهد، فقط مقدار کمی از گاز برای شروع ترک مورد نیاز است و بنابراین این موارد دچار مشکل می‌شوند.

## الاستومرهای حساس
میزان ترکخوردگی لاستیک تابعی از میزان برخورد مولکول‌های ازون با سطح لاستیک است وبقیه عوامل ثابت هستند.مقدار کمی از ازن موجود در هوا به پیوندهای دوگانه در زنجیره‌های لاستیک حمله می‌کند که لاستیک طبیعی، پلی بوتادین، لاستیک استایرن-بوتادین و لاستیک نیتریل بیشترین حساسیت را نسبت به تخریب دارند. هر واحد تکرار شونده در سه ماده اول دارای پیوند دوگانه است، بنابراین هر واحد می‌تواند توسط ازن تجزیه و تخریب شود. لاستیک نیتریل یک کوپلیمر از واحدهای بوتادین و اکریلونیتریل است، اما چون نسبت اکریلونیتریل معمولاً کمتر از بوتادین است، حمله رخ می‌دهد. لاستیک بوتیل مقاومت بیشتری دارد اما هنوز تعداد کمی پیوند دوگانه در زنجیر خود دارد، بنابراین امکان حمله وجود دارد. ابتدا سطوح در دسترس مورد حمله قرار می‌گیرند، مقدار ترک‌ها تابعی از غلظت گاز ازن است. به این صورت که هر چه غلظت بیشتر باشد، تعداد ترک‌ها بیشتر می‌شود.
الاستومرهای مقاوم در برابر ازن عبارتند از EPDM، فلوئوروالاستومرهایی مانند Viton و لاستیک‌های پلی کلروپرن مانند Neoprene. در این مواد احتمال حمله کمتر است زیرا پیوندهای دوگانه نسبت بسیار کمی از زنجیره‌ها را تشکیل می‌دهند و همچنین کلر زنی چگالی الکترون در پیوندهای دوگانه را کاهش می‌دهد و در نتیجه تمایل آنها به واکنش با ازن کمتر می‌شود. لاستیک سیلیکونی، هایپالون و پلی یورتان‌ها نیز در برابر ازن مقاوم هستند.

## شکل ترک خوردگی

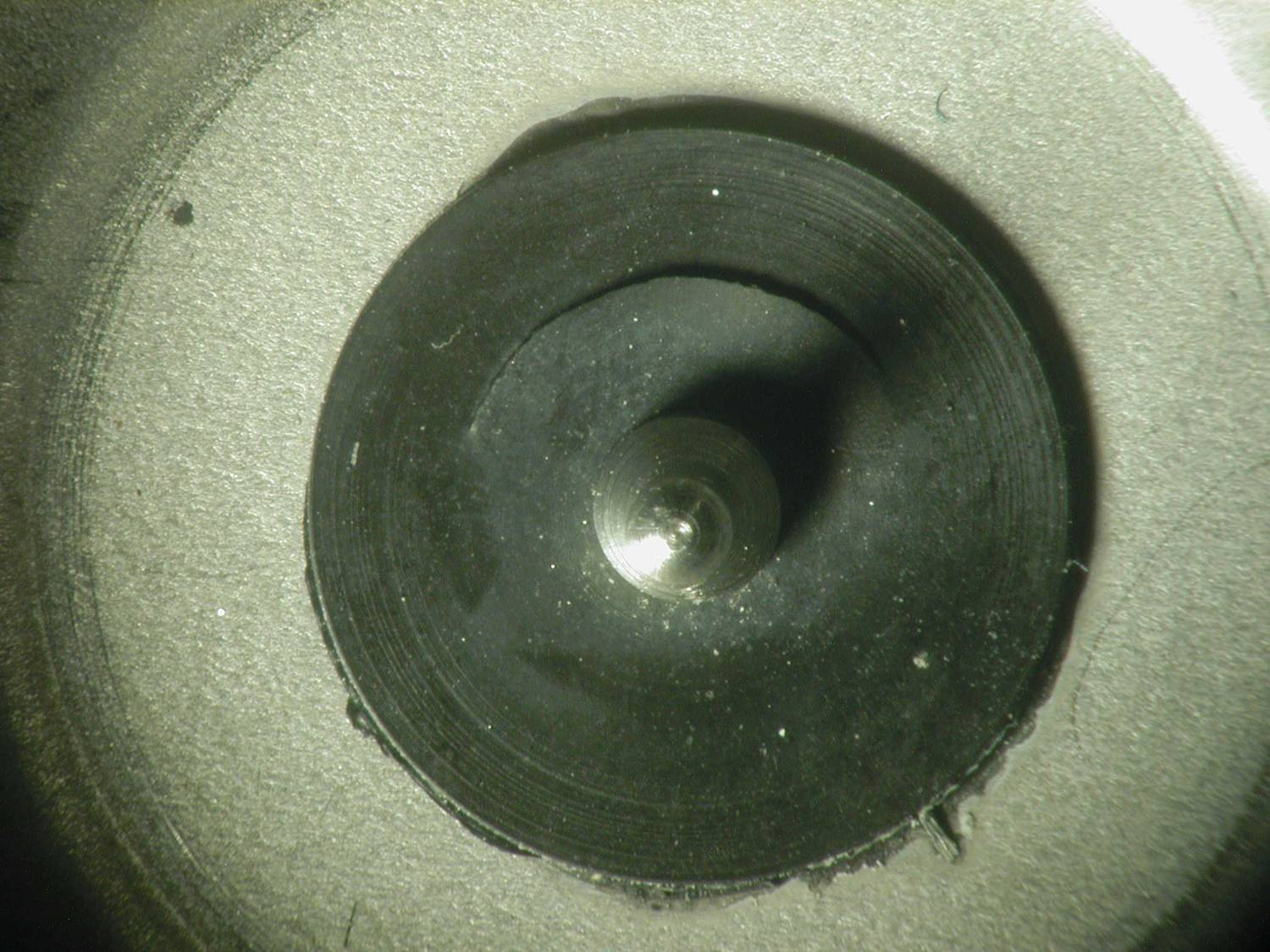
عکس ماکرو ترک خوردگی ازن در مهر و موم دیافراگم NBR (لاستیک نیتریل بوتادین)

ترک‌های اوزون در محصولات تحت کشش شکل می‌گیرند، اما کرنش بحرانی بسیار کوچک است. ترک‌ها همیشه در زوایای قائم با محور کرنش قرار دارند، بنابراین در اطراف محیط در یک لوله لاستیکی خم شده تشکیل می‌شوند. چنین ترک‌هایی زمانی که در لوله‌های سوخت رخ می‌دهند بسیار خطرناک هستند، زیرا ترک‌ها از سطوح در بیرونی به داخل لوله رشد می‌کنند، در نتیجه سوخت نشت کرده و ممکن است آتش گرفته و بسوزد. مهر و موم‌ها هم مستعد حمله هستند، مانند مهر و موم دیافراگم در خطوط هوایی. چنین آب‌بندی‌هایی اغلب برای عملکرد کنترل‌های پنوماتیکی حیاتی هستند و اگر شکافی به آب‌بند نفوذ کند، تمام عملکردهای سیستم ممکن است از بین برود. درزگیرهای لاستیکی نیتریل به دلیل مقاومت در برابر روغن معمولاً در سیستم‌های پنوماتیک استفاده می‌شوند. با این حال، اگر گاز ازن وجود داشته باشد، ترک خوردگی در مهر و موم‌ها رخ می‌دهد، مگر اینکه اقدامات پیشگیرانه انجام شود. شایان ذکر است که حمله ازون در حساس‌ترین قسمت‌های محصول رخ می‌دهد که در موقعیت مهمی قرار دارد.

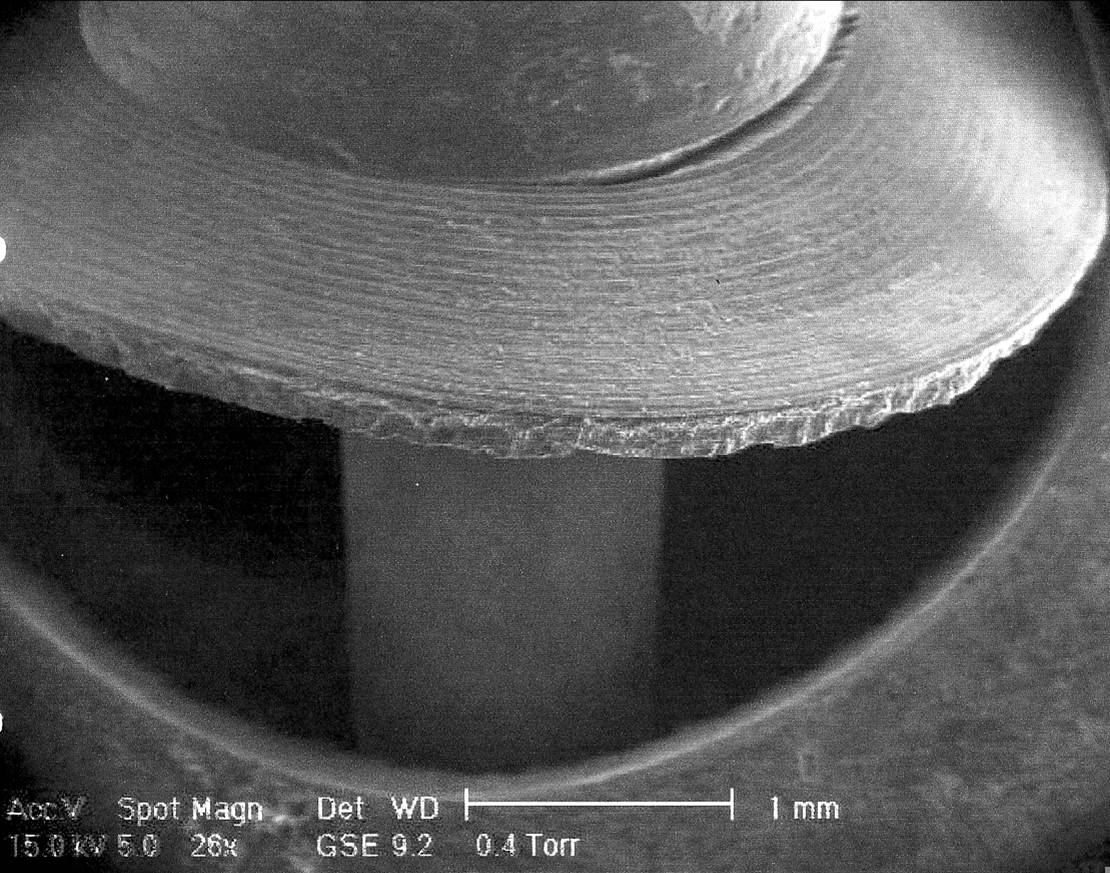
تصویر میکروسکوپ الکترونی روبشی محیطی از ترک‌های ازن در مهر و موم دیافراگم NBR که در گوشه‌های تیز در مهر و موم تشکیل شده‌است.

حمله ازن در حساس‌ترین نواحی درزگیر رخ می‌دهد، به ویژه گوشه‌های تیز که فشار وقتی درزگیر به هنگام استفاده در حال گردش و خم شدن است به بیشترین حالت می‌رسد. گوشه‌ها نشان دهنده تمرکز تنش هستند، بنابراین زمانی که دیافراگم مهر و موم تحت فشار هوا خم می‌شود، کشش به حداکثر می‌رسد.

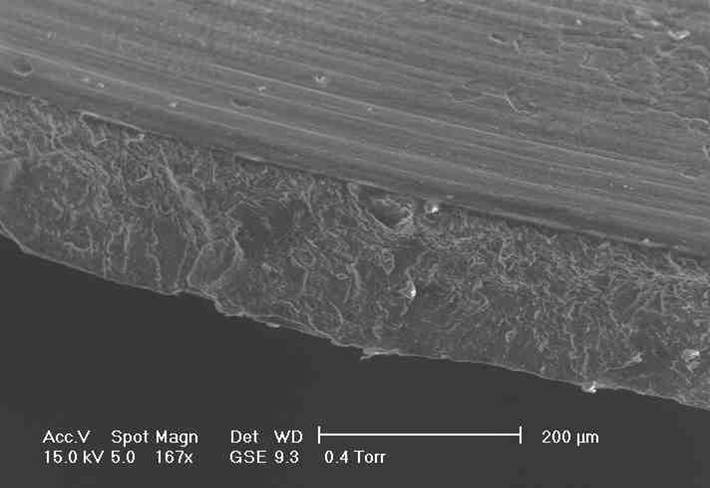
نمای نزدیک از ترک ازن (با استفاده از ESEM) در مهر و موم دیافراگم NBR

مهر و موم نشان داده شده در سمت چپ در اثر ازن در حدود ۱ ppm ترک خورد، و وقتی که ترک شروع شد، تا زمانی که گاز وجود داشت ادامه پیدا کرد. این شکست خاص منجر به از دست دادن تولید در خط ساخت نیمه هادی شد. این مشکل با افزودن فیلترهای مؤثر در هوای محیط و با اصلاح طرح برای حذف گوشه‌های بسیار تیز حل شد. یک الاستومر مقاوم در برابر ازن مانند ویتون نیز به عنوان جایگزینی برای لاستیک نیتریل در نظر گرفته شد. تصاویر با استفاده از ESEM برای حداکثر وضوح گرفته شده‌اند.

## ازونولیز
واکنشی که بین پیوندهای دوگانه و ازن رخ می‌دهد، زمانی که یک مولکول گاز با پیوند دوگانه واکنش می‌دهد ، به عنوان اوزونولیز شناخته می‌شود:
نتیجه اولیه تشکیل یک اوزونید است که سپس به سرعت تجزیه می‌شود به طوری که پیوند دوگانه جدا می‌شود. این یک مرحله حیاتی در شکستن زنجیر در هنگام حمله به پلیمرها است. استحکام پلیمرها به وزن مولکولی زنجیره یا درجه پلیمریزاسیون بستگی دارد، هر چه طول زنجیره بیشتر باشد، استحکام مکانیکی بیشتر است (مانند استحکام کششی). با جدا شدن زنجیر، وزن مولکولی به سرعت کاهش می‌یابد و به نقطه ای می‌رسد که قدرت کمی دارد و ترک ایجاد می‌شود. حمله بیشتر در سطوح تازه ترک خورده که در معرض دید هستند رخ می‌دهد و ترک به‌طور پیوسته رشد می‌کند تا زمانی که یک مدار کامل را بپیماید و محصول جدا شده یا از کار بیفتد. در مورد آب‌بندی یا لوله، خرابی زمانی رخ می‌دهد که امکان نفوذ در دیواره وسیله ایجاد شود.

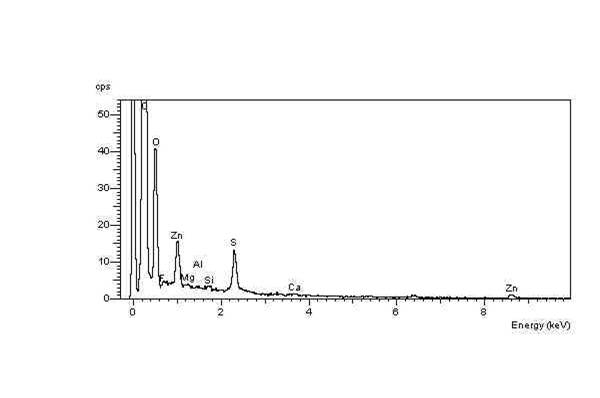
طیف EDX سطح ترک

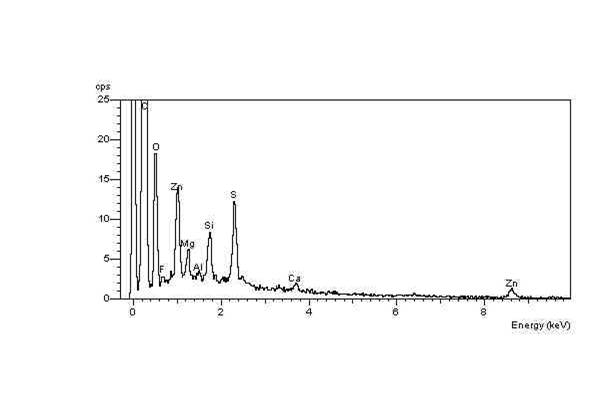
طیف EDX سطح لاستیکی بی پیرایه

گروه‌های انتهایی کربونیل که تشکیل می‌شوند معمولاً آلدهیدها یا کتون‌ها هستند که می‌توانند بیشتر به اسیدهای کربوکسیلیک اکسید شوند. نتیجه خالص، غلظت بالایی از اکسیژن عنصری بر روی سطوح ترک است که می‌تواند با استفاده از طیف‌سنجی پرتو ایکس از نوع انرژی پراکنده در SEM محیطی یا ESEM شناسایی شود. طیف سمت چپ، پیک اکسیژن بالا را در مقایسه با پیک ثابت گوگرد نشان می‌دهد. طیف سمت راست، طیف سطحی الاستومری بی‌تأثیر و پیک اکسیژن نسبتاً کم در مقایسه با پیک گوگرد را نشان می‌دهد.

## جلوگیری
با افزودن آنتی اوزونانت‌ها به لاستیک قبل از ولکانیزاسیون می‌توان از این مشکل جلوگیری کرد. ترک‌های اوزون معمولاً در دیوارهای جانبی لاستیکهای خودرو دیده می‌شد، اما اکنون به دلیل استفاده از این افزودنی‌ها به ندرت دیده می‌شوند. یک آنتی اوزونانت رایج و کم هزینه، مومی است که روی سطح پخش می‌شود و یک لایه محافظ تشکیل می‌دهد، اما سایر مواد شیمیایی تخصصی نیز به‌طور گسترده مورد استفاده قرار می‌گیرند.
از سوی دیگر، این مشکل در محصولات محافظت نشده مانند لوله‌های لاستیکی و مهر و موم‌ها که حمله ازن در آنها غیرممکن شمرده مشود، تکرار می‌شود. متأسفانه، آثار اوزون در غیرمنتظره‌ترین شرایط می‌تواند ظاهر شود. استفاده از لاستیک‌های مقاوم در برابر ازن راه دیگری برای جلوگیری از ترک خوردن است. به عنوان مثال، لاستیک EPDM و لاستیک بوتیل در برابر ازن مقاوم هستند.
برای تجهیزات با ارزش بالا که از دست دادن عملکرد می‌تواند مشکلات جدی ایجاد کند، آب‌بندی‌های کم هزینه در فواصل زمانی مکرر تعویض می‌شوند تا از خرابی جلوگیری شود.
گاز ازن در هنگام تخلیه الکتریکی مثل جرقه یا تخلیه تاج تولید می‌شود. الکتریسیته ساکن می‌تواند در ماشین‌هایی مانند کمپرسورها با قطعات متحرک که از جنس مواد عایق هستند ایجاد شود. اگر آن کمپرسورها هوای تحت فشار را به یک سیستم پنوماتیک بسته منتقل کنند، ممکن است تمام آب‌بندی‌های سیستم در معرض خطر ترک خوردگی ازن باشند.
اوزون همچنین توسط اثر نور خورشید بر روی ترکیبات آلی فرار یا VOCها، مانند بخار بنزین موجود در هوای شهرها نیز ساخته می‌شود، که مشکلی به نام مه دود فتوشیمیایی ایجاد می‌کند. ازن تشکیل‌شده می‌تواند مایل‌ها پیش از این که در واکنش‌های بیشتر از بین برود، حرکت کند.

## استفاده از نوارهای لاستیکی برای آزمایش آلودگی ازن

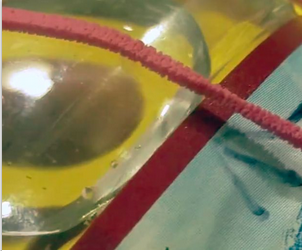
نوار لاستیکی که در اثر آلودگی ازن آسیب دیده‌است

نوارهای لاستیکی در آزمایش‌های خانگی مورد استفاده قرار گرفته‌اند تا امکان آزمایش جهانی آلودگی ازن را فراهم کنند. با عنوان GORP، که مخفف «شرکت کننده جهانی لاستیک ازن» است، کاربران می‌توانند اثرات آلودگی ازن را در نزدیکی خانه یا محل کار خود ببینند. نوارهای لاستیکی به دلیل در دسترس بودن و هزینه کم انتخاب شدند. در آزمایش، از دو باند لاستیکی برای تعلیق دو بطری کوچک آب استفاده می‌شود. یکی در فضای باز معلق است، از آفتاب و باران محافظت می‌شود، و دیگری در داخل خانه. یک برگه ضبط داده در پشت دستگاه قرار داده شده و به دیوار چسبانده شده‌است. سپس کاربر تغییرات ارتفاع بطری‌های آب را به دلیل تخریب لاستیک طبیعی در اثر آلودگی ازن علامت گذاری می‌کند. از آنجایی که جرم هر دو بطری آب تقریباً یکسان است، نیروی وارد بر هر نوار لاستیکی مشابه است و ثابت فنر هر نوار لاستیکی از طریق نسبت امتداد نسبی بطری آب روی نوارهای لاستیکی مقایسه می‌شود. به‌طور معمول، آزمایشگر خانگی آسیب نسبتاً کمی به کنترل داخلی در مقایسه با راه اندازی فضای باز می‌بیند. پس از یک یا دو هفته، آزمایش‌کنندگان خانگی هر دو نوار لاستیکی را در یک کیسه پلاستیکی کوچک می‌بندند و آن‌ها را همراه با برگه‌های داده‌شان برای محققان GORP ارسال می‌کنند. محققان از دست دادن قابلیت ارتجاعی را در مقابل داده‌ها و مکان بررسی می‌کنند. مطالعه GORP در ابتدا در طول اپیدمی SARS-CoV-2 به عنوان ابزاری برای آزمایش کاهش آلودگی ازن در طول قرنطینه اجرا شد.